# Zerstörergeschwader 141
Das Zerstörergeschwader 141 war ein Verband der Luftwaffe der Wehrmacht vor dem Zweiten Weltkrieg.

## Aufstellung
Die I. Gruppe des Zerstörergeschwaders 141 bildete sich im Rahmen der Aufrüstung der Luftwaffe am 1. November 1938 durch Umbenennung der I.(s) Gruppe des Jagdgeschwaders 132 in Jüterbog-Damm (Lage). Eine II. Gruppe entstand in Pardubitz (Lage) aus der III.(l) Gruppe des Jagdgeschwaders 132. Ein Geschwaderstab existierte nicht. Die I. und die II. Gruppe waren mit der Messerschmitt Bf 109D ausgestattet.

## Geschichte
Da die I. und die II. Gruppe nicht die für ein Zerstörergeschwader vorgesehene zweimotorige Messerschmitt Bf 110 erhalten hatten, übten sie mit der vorhandenen einmotorigen Messerschmitt Bf 109. Am 1. Mai 1939 trat das neue Benennungsschema der Luftwaffe in Kraft. Aufgrund dessen firmierte die I. Gruppe in die I. Gruppe des Zerstörergeschwaders 1 um und die II. Gruppe in I. Gruppe des Zerstörergeschwaders 76. Damit hatte das Geschwader aufgehört zu bestehen.

## Gruppenkommandeure
I. Gruppe
- Oberstleutnant Joachim-Friedrich Huth, 1. Januar 1939 bis 1. Mai 1939[3]

II. Gruppe
- Hauptmann Günther Reinecke, 1. Januar 1939 bis 1. Mai 1939[4]

## Bekannte Geschwaderangehörige
- Joachim-Friedrich Huth (1896–1962), war von 1957 bis 1961 als Generalleutnant der Luftwaffe der Bundeswehr, Kommandierender General der Luftwaffengruppe Süd